# Gál Tamás (színművész)
Gál Tamás (Dunaszerdahely, 1978. november 16. –) Jászai Mari-díjas magyar színész, rendező, színigazgató.

## Élete
1978-ban született a felvidéki Dunaszerdahelyen, ott is érettségizett, 1996-ban. 2003-ban szerzett diplomát a Pozsonyi Színművészeti Főiskolán. Játszott a Kassai Thália Színházban és a Komáromi Jókai Színházban. Később alapítója volt a Szevasz Színháznak, valamint 2007-ben Czajlik Józseffel megalapította az Epopteia Műhelyt is. Feleségével, Kiss Szilviával 2007-ben létrehozták a Csavar Színházat, melynek fő célkitűzése a vándorszínházi lét hagyományainak ápolása, fenntartása. 2009-2023 között szerepelt a Soproni Petőfi Színház előadásaiban is. 2020 májusától 5 évre a komáromi Jókai Színház igazgatójának nevezték ki.

### Családja
Felesége Kiss Szilvia, lányuk Gál Réka Ágota, a Színház- és Filmművészeti Egyetem hallgatója. Veje Brasch Bence színész.

## Fontosabb színházi szerepei
- Henrik Ibsen:	Peer Gynt... Peer Gynt
- Sławomir Mrożek: Emigránsok... XX
- Ingmar Bergman: Jelenetek egy házasságból... Johan
- Nancy Huston: Iokaszté királyné... Oidipusz
- Petőfi Sándor: Tigris és hiéna... Sámson
- Arany János: Jóka ördöge... Jóka
- Arany János: A nagyidai cigányok... Mesélő
- Molnár Ferenc: A testőr... A színész
- Fejes Endre: Jó estét nyár, jó estét szerelem... Fiú
- Szabó Magda: Kígyómarás... Tóth János
- Tamási Áron: Énekes madár... Bakk Lukács, vénlegény, az Eszter vőlegénye
- Egressy Zoltán: Sóska, sültkrumpli... ... Bíró (Lacikám)
- Jöttünk külhonból mind a ketten... szereplő
- Alexandre Dumas: Három a testőr (musical)... Atosz

## Rendezéseiből
- Petőfi Sándor: A helység kalapácsa
- Arany János: A nagyidai cigányok... Mesélő
- Arany János: Buda halála
- Csokonai Vitéz Mihály: Dorottya
- Böszörményi Gyula – Lakatos Róbert – Müller Péter Sziámi: Gergő és az álomfogó
- Parti Nagy Lajos: Ibusár
- Azördögbe!!! (Csavar Társulat)
- Asszooony! (Csavar Társulat)

## Filmes és televíziós szerepei
- Magyar Passió (2021) ...Fjodorov
- Cella – Letöltendő élet (2023) ...László

## Díjai és kitüntetései
- Páskándi Géza-díj (2000)[2]
- Dosky-díj (2015)[3][11]
- Jászai Mari-díj (2019)[3][12]